# Старк, Фрейя
Дама Фрейя Мэйделин Старк, миссис Пероун (англ. Freya Madeline Stark, Mrs Perowne; 31 января 1893, Париж, Франция — 9 мая 1993, Азоло, Италия), — британская писательница, путешественница, альпинистка, археолог. Известна прежде всего как автор книг о Ближнем Востоке, Африке и Азии. Дама-командор ордена Британской империи, сестра-командор ордена Святого Иоанна Иерусалимского.
Из-за частых переездов Фрейя Старк не получила формального образования, однако выучила несколько языков и много читала, увлёкшись Востоком. Во время Первой мировой войны служила медсестрой на итальянском фронте. Выучив арабский язык, решила изменить прежнюю жизнь и уехать на Восток. В 1927 году она впервые прибыла в Бейрут (Ливан). Держась вдали от туристических троп, вела себя как обычные местные жители, ездила на верблюдах и ослах, записывая свои приключения, пережитые в Сирии, Джабаль аль-Друзе, Персии, Луристане. Поступила на работу в газету в Багдаде (Ирак), где одна из её статей привлекла внимание видного лондонского издателя. В 1932 году опубликовала первую книгу, включавшую описания шиитских городов-святынь Наджаф и Кербела; издание было хорошо принято читателями. Получила ряд наград, в том числе от Королевского географического общества и Королевского азиатского общества. В 1934 году опубликовала книгу о путешествии по Персии, положительно оценённую критикой, которая принесла ей широкую известность. Впоследствии неоднократно ездила в Хадрамаут (Йемен), приняла участие в раскопках, написала несколько книг о путешествиях по Аравии. Во время Второй мировой войны служила пропагандистом при британском правительстве, вела работу с местным населением в Адене, Сане, Каире. В 1943 году была отправлена в США, где выступала в защиту британской «белой книги» (с квотами на еврейских беженцев в Палестину), после чего работала в Канаде и Индии. После войны служила в союзном военном правительстве в Италии, вернулась к активной писательской деятельности. В 1950-х годах, заинтересовавшись Малой Азией, в частности Турцией, прошла по пути Александра Великого и местам, описанным Геродотом. Написала целый ряд книг о изучении классического наследия в Азии, деятельности Римской империи на Евфрате, путешествиях по Афганистану, подготовила восемь томов избранной переписки. Вела активный образ жизни, побывав в достаточно преклонном возрасте в Гималаях (Непал). Скончалась, достигнув возраста ста лет.

## Биография

### Молодые годы, семья, образование

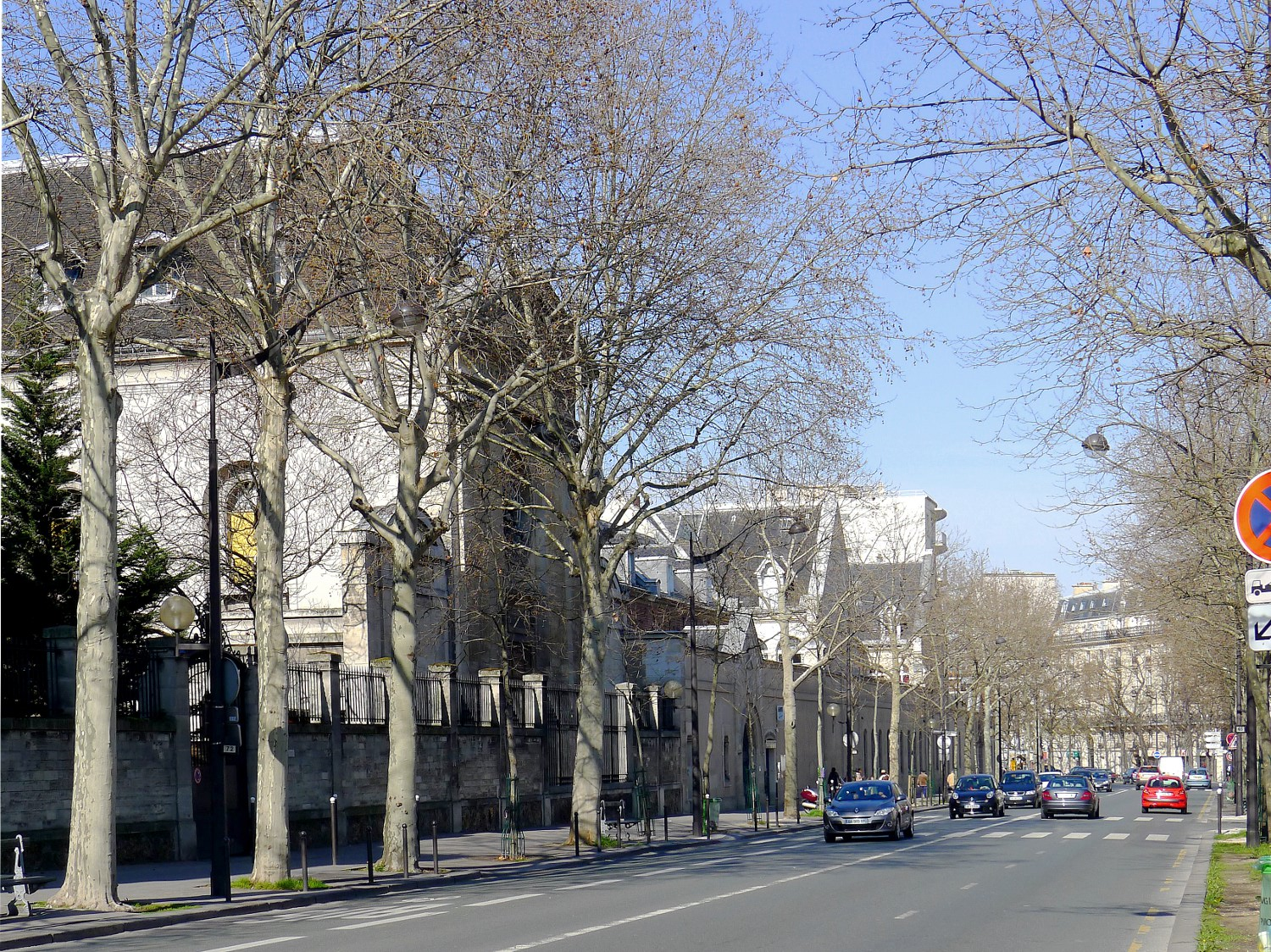
Улица Данфер-Рошро (фотография 2011 года)

Фрейя Мэйделин Старк родилась 31 января 1893 года в Париже, Франция. В семье Роберта Старка (1853—1931) и его жены Флоры Мэйделин (1861—1942) была старшей дочерью. Её родители приходились друг другу кузенами и являлись представителями богемной среды: Роберт был скульптором, а Флора — пианисткой и художницей. Фрейя появилась на свет в студии Старков на улице Данфер-Рошро, на два месяца раньше положенного срока. Со стороны отца она была англичанкой, а со стороны матери — итальянкой немецко-польского происхождения. Впоследствии Нора Стэнтон Барни, внучка Элизабет Кейди Стэнтон и кузина Фрейи Старк, писала в своих мемуарах, что Фрейя была дочерью некоего Обадии Дайера, молодого человека из известной семьи из Нового Орлеана.
На протяжении всей своей жизни Фрейя занималась самообразованием и была по сути самоучкой. Не считая общества французских монахинь, не получила формального образования как такового, но часто переезжала с места на место со своими родителями, изучив таким образом французский, немецкий и итальянский языки, на которых свободно изъяснялась (впоследствии также изучила латинский). Выросла в художественной и литературной среде, в связи с чем, по оценкам биографов, обладала естественным чувством стиля, была «аристократом стиля». Зачитывалась британскими поэтами-романтиками — Китсом, Вордсвортом, Шелли и Байроном. В свой девятый день рождения в качестве подарка получила книгу «Тысяча и одна ночь»,  увлекалась рассказами Киплинга и «Рубайатом» в переводе Фицджеральда. Возможно, благодаря этому впоследствии заинтересовалась экзотическими землями.
Брак четы Старк продержался лишь 13 лет. Прожив несколько лет в девонском Чагфорде, Роберт и Флора расстались. Мать увезла Фрейю и её младшую сестру Веру на север Италии — они поселились сначала в Дронеро, а затем в Азоло, близ Венеции. Роберт остался в Девоне и занялся садоводством, женившись на младшей сестре Флоры, родившей ему шестерых детей и скончавшейся после выкидыша. Сама же Флора, будучи сильной и властной женщиной, завела роман с 23-летним итальянским графом Марио ли Роашо. С его помощью она стала предпринимателем и занялась производством ковров, однако в семье постоянно не хватало денег. Позднее Фрейя отмечала, что унаследовала от своего отца чувство честности, а от матери — жизнестойкость. В возрасте 12 лет на принадлежавшей матери фабрике в Генуе с Фрейей произошёл несчастный случай: длинные волосы затянуло в вал ткацкого станка, оторвавшего ей ухо и часть кожи головы; четыре месяца Фрейя провела в больнице. На «память» об этом инциденте на голове Фрейи остались шрамы, породившие у неё на всю оставшуюся жизнь любовь к всевозможным шляпкам и шарфам. По мнению биографов Старк, существование рядом с матерью, обладавшей несколько сомнительной репутацией с её богемным образом жизни, постоянное беспокойство о деньгах, а также глубокая эмоциональная незащищённость породили у Фрейи стремление к самосовершенствованию, к поиску цели или даже миссии всей жизни.

### Первая мировая война и позже
Фрейя хотела учиться в Гренобле, но отец оплатил учёбу только в Англии. В 1908 году перебралась в Лондон, где посещала лекции У. П. Кера по английской литературе в Лондонском университете. Кер, впоследствии ставший профессором поэзии в Оксфорде, был её крёстным отцом. Он настаивал, чтобы Фрейя изучала исландский язык для чтения саг в оригинале. В 1912 году Старк поступила в Бедфорд-колледж при Лондонском университете, где хотела получить степень в области истории. В то время вращалась в обществе журналистов и литераторов, встречалась с Г. Д. Уэллсом и У. Б. Йейтсом. Вместе с Кером активно занималась альпинизмом и в 1913 году побывала на Гран-Парадизо к югу от Монблана. После начала Первой мировой войны в 1914 году прервала учёбу и в качестве сестры милосердия отправилась на итальянский фронт. Некоторое время работала в небольшом госпитале — клинике Святой Урсулы в Болонье, где встретила и полюбила молодого итальянца — врача Гвидо Руату, за которого хотела выйти замуж, однако он вернулся к своей прежней любовнице, приехавшей к нему из Америки. Затем служила под началом Джорджа Тревельяна в отделении Добровольческого отряда помощи при британском «Красном Кресте». 24 октября 1917 года австрийцы прорвали фронт у Капоретто, после чего медицинский отряд Фрейи был вовлечён в спешное отступление итальянских войск недалеко от Гориции, под Триестом, которое обернулось кровавым и паническим бегством. Конец войны встретила в Дронеро, вместе с семьёй.

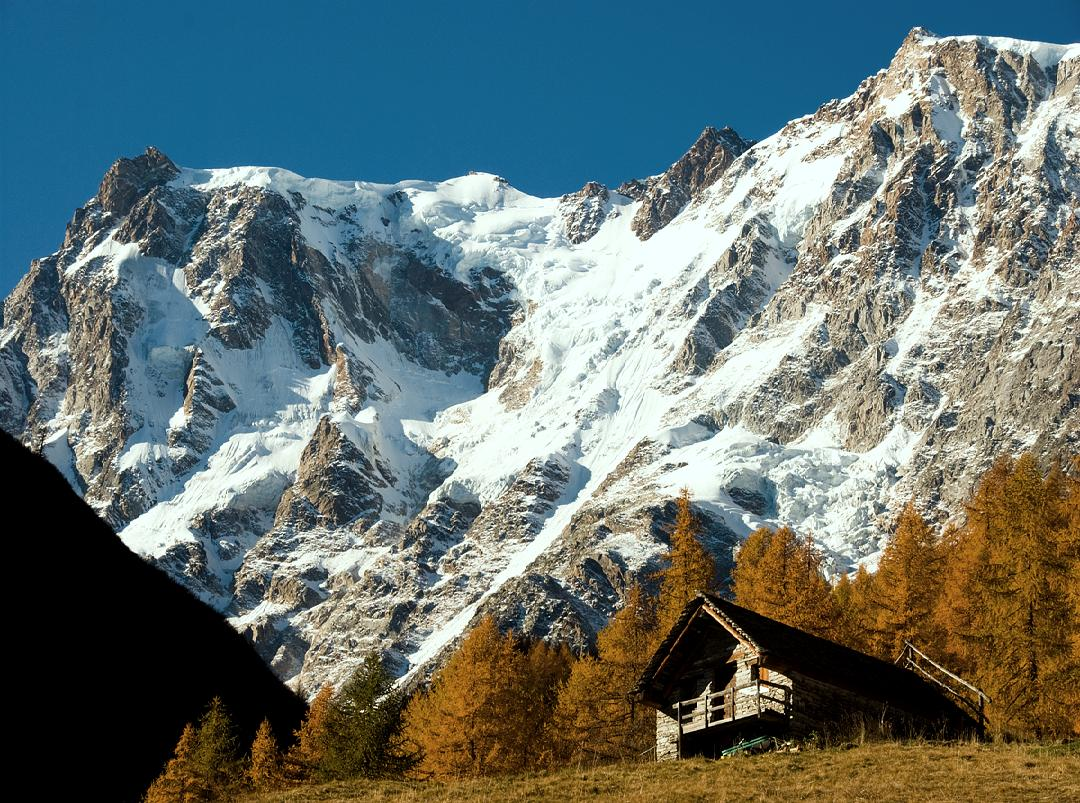
Вид на Монте-Розу из долины Анзаска

В послевоенное время Старк какое-то время занималась коммерческим садоводством. В возрасте 22 лет переболела брюшным тифом, плевритом и пневмонией, а затем ещё и язвой желудка. В 1919 году вместе с Кером побывала на итальянской стороне Альп: поднявшись из Курмайёра, они прошли по перевалам Монте-Розы, дойдя до Макуньяги и долины Анзаска. В 1923 году Старк и Кер вернулись в Макуньягу, но во время восхождения на гору Пиццо-Бьянко Кер внезапно умер от остановки сердца; он был похоронен в старой церкви Макуньяги под восточным склоном Монте-Розы. В 1924 году Старк в сопровождении гида всё-таки покорила Монте-Розу, став второй женщиной, совершившей восхождение на эту гигантскую стену льда и снега высотой в 10 тысяч футов. Первой была британка Люси Уолкер, покорившая в 1871 году пик Маттерхорн, входящий в систему Монте-Розы. Старк впоследствии писала, что Монте-Роза стала «единственным действительно значимым восхождением в моей жизни».
Примерно в 1921 году, в попытке отстраниться от ужасов войны, или начитавшись газетных рассказов о подвигах Лоуренса Аравийского, Фрейя начала брать частные уроки арабского языка, в том числе у монаха-капуцина, занимавшегося разведением ангорских кроликов в Сан-Ремо. Вернувшись в Лондон, занималась с учителем-египтянином, а затем поступила в школу восточных исследований и овладела языком. В тот период Фрейя также приступила к изучению Корана, что помогло ей в будущем при общении с мусульманами. Для дальнейшего изучения языка, а также в попытке сбежать от заедающего быта и властной матери, стремившейся выдать свою дочь замуж, Фрейя решила отправиться на Ближний Восток, а именно в Ливан и Сирию. Взять всё в свои руки и не позволить другим людям решать свою судьбу Фрейю сподвигла судьба её сестры Веры: хорошая и послушная дочь, в 18 лет она вышла замуж за итальянского графа, родила ему четверых детей и скончалась в 1926 году в возрасте 33 лет от выкидыша. Впоследствии, смерть сестры, наряду со своим неудавшимся браком, Фрейя считала двумя главными потерями всей жизни. Тем не менее, она осталась близка с родными — регулярно писала матери по письму в неделю, до её кончины в 1942 году. В 1930 году Старк посетила своего отца, эмигрировавшего в Канаду, где он занимался выращиванием яблок.

### Восток
В 1927 году в возрасте 34 лет Фрейя отплыла в Бейрут на корабле Lloyd Triestino, написав впоследствии, что так «начались мои странствия по Востоку», а в целом — творческая жизнь. Несмотря на холод и дождь, Старк была очарована Бейрутом и наслаждалась прогулками по городским улицам, не ограничиваясь районами, популярными у европейских туристов. Во время первой ноябрьской поездки по Ливану Фрейя отказалась от обычных прогулочных туров и предпочла есть, жить и путешествовать как местные жители. В этом она отличалась от своей выдающейся предшественницы Гертруды Белл, принимавшей пищу в одиночестве в своей палатке (она умерла за два года до прибытия Старк на Восток). Обладая инстинктивной сердечностью в сочетании со знанием множества языков, Старк напрямую общалась с людьми различных классов и разного происхождения, при этом ей удавалось избегать пренебрежительного отношения, высокомерия и стереотипов, иной раз встречавшихся в сфере европейского востоковедения. Ходила в арабском платье и гостила у бедуинских шейхов, ездила на верблюдах и ослах, часто странствовала в одиночестве и бывала в опасных местностях, разработав таким образом свой собственный набор правил выживания. Старк обладала небольшой комплекцией и необычной конституцией, несвойственной путешественникам, однако вместе с тем и твёрдой волей, а также выносливостью. Тем не менее она страдала от дизентерии, малярии, лихорадки денге, своего рода «профессиональных болезней» путешественников. Многие из поездок Старк были совершены в отдалённые и труднодоступные районы, где до неё не бывали не только женщины, но и вообще европейские путешественники. Несмотря на опасения её товарищей-англичан, она поняла, что это единственный путь к подлинному познанию как Ближнего Востока, так и населяющих его народов. С чувством викторианского достоинства она располагала к себе всех своих спутников: днём Старк общалась с мужчинами, а ночи проводила в гаремах в женском обществе. При этом она не была феминисткой, хотя в своё время даже Белл состояла в антисуфражистской лиге, на одном из собраний которой вместе с Мэри Огастой Уорд побывала и Старк. В дальнейшем в свои произведения она включала рассуждения, выведенные из разговоров с большим числом женщин из мусульманских стран, с которыми она, в отличие от большинства мужчин-путешественников, могла общаться прямо в гареме. Первоначально она писала только письма и отсылала их постоянно растущему кругу друзей, в который, в частности, входили фельдмаршал Уэйвелл, лорд Дэвид Сесил, сэр Сидни Коккерелл, Бернард Беренсон.

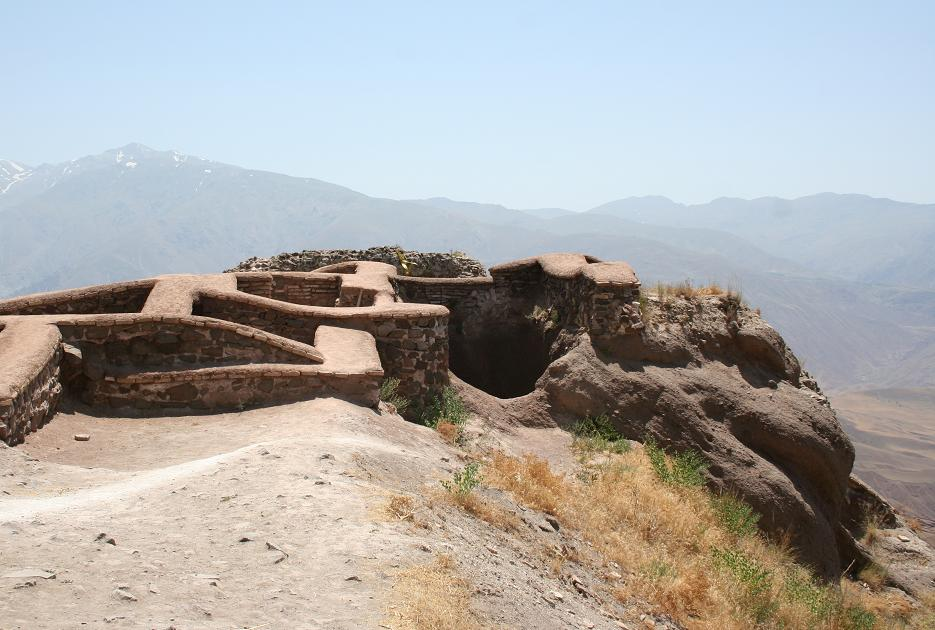
Вид на Аламут, наши дни

В апреле 1928 года Старк посетила Дамаск, три месяца практиковалась в арабском языке в сирийской деревне Бруммана у Ливанских гор близ Бейрута, но вернулась в Европу спустя семь месяцев после начала путешествия по причине болезни, начавшейся из-за антисанитарных условий. В мае 1929 года снова прибыла в Ливан в сопровождении подруги Венетии Баддиком. Без разрешения от французских властей они на ослах проехали в Джабаль аль-Друз к югу от Дамаска, находившийся под военным положением после подавления восстания. В конце концов путешественниц всё-таки задержали, однако они оправдались, сказав, что заблудились из-за путеводителей Томаса Кука. После этого они провели в обществе французских офицеров три дня, которые были заполнены конными прогулками, праздничными ужинами и посещениями местных деревень, а также рассказами военных о преимуществах цивилизации, которые они несут на эти варварские земли. Осенью того же года Фрейя проделала путь до Багдада, где жила в семье одного сапожника, проживавшего в квартале, наполовину населённом проститутками. В период 1929—1931 годов активно путешествовала по Персии (ныне — Иран), где начала изучать персидский язык. В апреле 1930—октябре 1931 годов посетила исмаилитские замки Навизар-шах и Аламут в горах Эльбурс, а затем прошла через Кум, Исфахан и Саве до Лурестана, недалеко от иракской границы, где стала свидетелем поисков «луристанских бронз», но не приняла участия в конкретных раскопках, хоть и была археологом-любителем. В тот год она хотела подняться на Тахт-е Солейман, трон Соломона, но была обманута и поведена не туда своим проводником-шикари, которого подкупил конкурирующий венгерский альпинист. Не будучи первой европейкой, добравшейся до Аламута, Старк тем не менее стала первым человеком, описавшим эту главную крепость ассасинов наиболее подробно. Вернувшись в Багдад, она занялась оттачиванием своих писательских навыков и поступила на работу в англоязычную газету «Baghdad Times», где стала помощником главного редактора Дункана Кэмерона. За время работы в редакции Старк опубликовала ряд художественных статей, ставших основой для опубликованной в 1932 году своей первой книги под названием «Багдадские эскизы». Издание включало в себя описания шиитских городов-святынь Наджаф и Кербела, не так часто доступных для европейских и американских туристов. В то же время рассказ Старк о путешествии к друзам был напечатан в журнале «Cornhill Magazine» и привлёк внимание видного британского издателя Джона Мюррея, опубликовавшего впоследствии большинство написанных ею книг.
«Большое и почти единственное утешение в том, чтобы быть женщиной, так это то, что всегда можно притвориться более глупой, чем ты есть на самом деле, и никто не удивится».
В 1930 году во время пребывания в Багдаде внимание Старк привлёк высокий и мужественный капитан Вивиан Холт, секретарь восточных дел в британском посольстве. Фрейя ожидала, что Вивиан ответит взаимностью, однако он отверг её признание в любви. По слухам, ходившим в дипломатических кругах, однако не находившим фактического подтверждения, возможно, Холт был гомосексуалом, но со Старк они остались друзьями и продолжали переписываться до самой его смерти в 1960 году. Живя в Багдаде, Фрейя собрала вокруг себя круг англичан, преимущественно гомосексуалов, которых также привлекала и бисексуальность. По словам биографов Старк, она умела дружить и всегда предпочитала общество мужчин, проведя всю жизнь в романтических приключениях и посвятив себя тем людям, которые могли, но не хотели, или вовсе не могли полюбить её. По оценкам биографов, Старк хотела, чтобы в ней заметили обладавшую сексуальностью женщину, знакомилась с разными красивыми дипломатами и офицерами, однако ни одно из этих увлечений не вылилось в настоящую страсть. В этом Старк была похожа на Гертруду Белл: обе прошли через любовные разочарования, потери, безразличие и предательство, но при этом наслаждались довольно близкой дружбой с мужчинами.
В 1933 году через Амман, Петру и Иерусалим Фрейя приехала в Италию, а затем вернулась в Лондон, где её ожидало общественное признание за поездку в Луристан. В том же году Королевское географическое общество присудило Старк мемориальный грант Бака, в результате чего она оказалась третьей женщиной, получившей эту премию за всю историю её существования. В 1934 году Старк получила мемориальную медаль Бёртона от Королевского азиатского общества, став первой женщиной — лауреатом данной награды. В 1935 году Королевское Шотландское географическое общество вручило ей медаль Мунго Парка. В том же году Старк стала почётным членом Женского Альпийского клуба. Результатом её путешествий по Персии стала книга «Долины ассасинов» (1934), которую Старк посвятила У. П. Керу. В этой своей первой по-настоящему крупной работе Фрейя, по оценкам критиков, открыла для себя особый, очень личностный стиль повествования, соединив практические советы для путешественников с интересными комментариями об истории, людях, культуре, обычаях и повседневной жизни в тех местах, в которых она побывала. При этом ей удалось описать жителей Западной Азии такими, какими они были в реальности, что редко получалось у даже более эрудированных и образованных писателей, в числе которых были, например, Ричард Бёртон или Гертруда Белл. У Старк и Белл вообще было много общего: они путешествовали в отдаленные места, писали о своём опыте в высоко оценённых критикой книгах, были талантливыми лингвистами, опытными фотографами, отважными альпинистами, обе обладали твердостью характера и поступали по-своему (первой представительницей такого типажа была Эстер Стэнхоуп, отправившаяся в поездку по Турции ещё в 1810 году). В год своего появления «Долины ассасинов» пользовались большим успехом и были трижды переизданы, заняв свое место в каноне британской литературы о путешествиях и обеспечив Старк широкую известность. Критики её произведений были единодушны в том, что Старк писала с душевностью и юмором, будучи непревзойдённым путешественником благодаря бесстрашию, откровенности, обаянию, идеализму и некоторой наивности. Выступление по «BBC Radio», а также содержательные лекции с вкраплениями афоризмов, даваемые на приёмах в различных обществах, ещё больше усилили популярность Старк, ввиду чего желание приблизиться к ней стало мечтой всякого журналиста, а сама она стала мишенью для слухов и спекуляций.

### Аравия

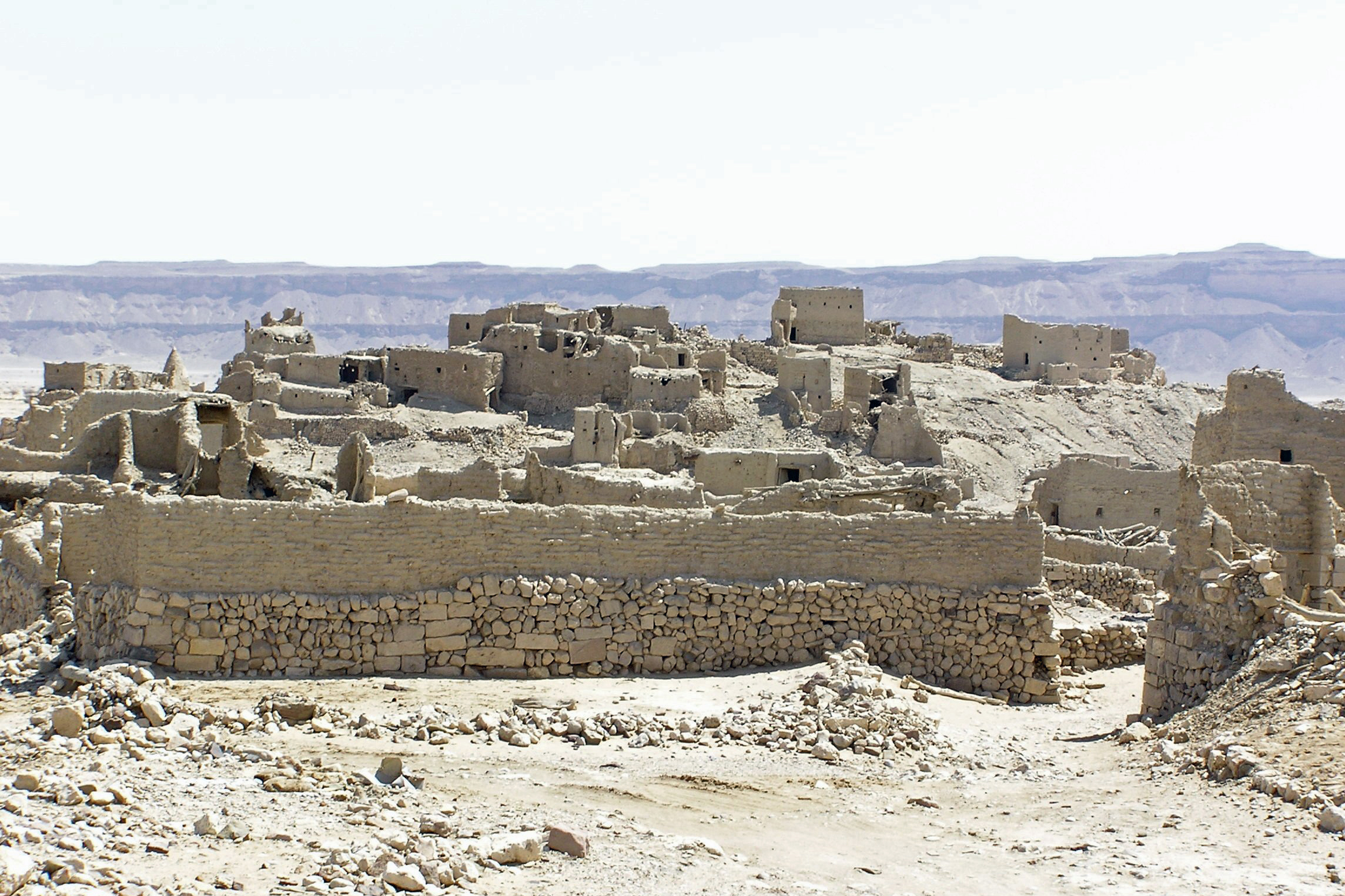
Руины Шабвы, настоящее время

Старк была одной из первых исследователей неарабского происхождения, побывавших на юге Аравийских пустынь. В конце 1934—начале 1935 года она предприняла первую поездку в Аравию и успела посетить регион Хадрамаут в британском Протекторате Южной Аравии (ныне — Йемен). Экспедиция закончилась довольно быстро: заразившись корью от одного ребёнка в гареме, после рецидива болезни Старк была эвакуирована британской авиацией в ближайшую больницу в Адене. Она мечтала увидеть Шабву, до которой нужно было ехать семь дней на верблюде, однако честь открытия этого города досталась в следующем году арабисту Гарри Сент-Джону Филби. Тем не менее Старк смогла побывать в таких древних йеменских городах, как Мукалла, Шибам, Сайвун, Тарим. Ещё одна экспедиция в Хадрамаут, предпринятая в 1937—1938 годах вместе с археологом Гертрудой Катон-Томпсон, тоже оказалась несколько неудачной и также из-за тяжёлой болезни, однако раскопки принесли хороший результат.

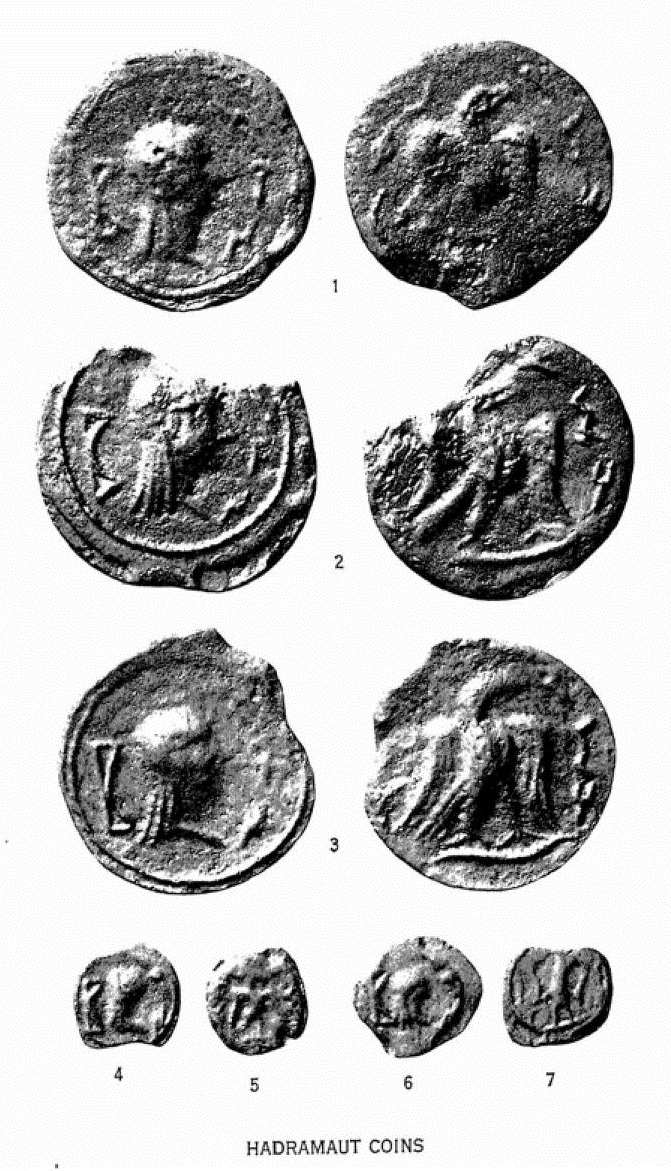
Некоторые монеты, найденные Старк

Некоторые найденные в Аравии артефакты Старк позже передала в дар Британскому музею. Благодаря этому научное сообщество узнало о существовании монет древнего Хадрамаутского царства, найденных Старк в районе между Шихром и Таримом. Не считая недостающих или отколотых кусков, монеты были достаточно грубо отлиты из бронзы по серии пресс-форм, о чём свидетельствуют оставшиеся по окружности следы. На аверсе видна изображённая в профиль мужская голова с длинными локонами, справа от которой читается знак м неопределенного значения, а справа сверху вниз — три знака сабейского алфавита имени Син, лунного божества доисламской Аравии, которому поклонялись в народе хадрами по причине жаркого климата, охладевающего лишь ночью. На реверсе видны хищная птица с распростёртыми крыльями (орёл или коршун) и три буквы сабейского алфавита справа и слева от неё. Данные экземпляры, вместе с несколькими десятками найденных позднее монет, представляют собой единственные известные примеры бронзовой чеканки из Южной Аравии, на которых также впервые в данном регионе появилось изображение лунного божества. 
Несмотря на все трудности, полученных впечатлений оказалось достаточно для того, чтобы в 1936—1940 годах Старк опубликовала три книги — «Южные врата Аравии», «В Хадрамауте» и «Зима в Аравии», первую из которых она посвятила британским авиаторам. Последняя же книга, написанная в виде дневника, стала одной из её самых крупных работ и заслужила похвалу критиков за авторское видение арабской культуры. В то же время британские чиновники возмущались путешествиями Старк в отдалённые и необжитые регионы без разрешения со стороны Гражданской службы; свой скептицизм по поводу её поездок выражал и посол в Ираке сэр Кинахан Корнуоллис, хотя он отмечал в предисловии к книге Старк, что «нам она явила те же качества, которые демонстрировала и арабам, вскоре заслужив для себя привилегированное положение». Будучи плодовитым писателем, Старк оказалась и умелым фотографом, сумевшим запечатлеть Иран, Ирак, Персидский залив и Южную Аравию такими, какими они были до войны и модернизации. Не будучи известной какими-либо крупными открытиями, Старк заработала хорошую репутацию в научных кругах благодаря своим географическим находкам и картографическим работам, несмотря на то, что её исследовательские труды критиковались современниками, в частности Уилфридом Тесайджером и Владимиром Ивановым. В 1942 году Старк получила золотую Медаль основателей от Королевского географического общества «за путешествия по Востоку и их описание».

### Вторая мировая война
Накануне Второй мировой войны в 1939 году Старк съездила в Европу, а затем совершила короткую поездку по Востоку, в ходе которой посетила замки крестоносцев. В то же время Фрейе во второй раз не удалось выйти замуж — молодой офицер Дональд Леннокс-Бойд, которого она называла в письмах «Мой дорогой Валентин», погиб в Германии во время выполнения секретной разведывательной миссии. Впоследствии его племянник, Саймон Леннокс-Бойд, категорически отрицал связь Дональда с Фрейей, утверждая, что его дядя являлся гомосексуалом и был схвачен нацистами в гей-баре: он был арестован вместе с братом Джорджем в Штутгарте и умер в тюрьме, тогда как брат был вскоре освобождён.
После начала войны Старк по просьбе британского правительства поступила на службу в Министерство информации как дипломат-пропагандист, имеющий опыт работы в арабском мире и с энтузиазмом относящийся к Британской империи. Работала в Адене, Сане, Багдаде и Каире. Сотрудничала с британской разведкой. Вела работу с населением по предотвращению распространения пропаганды стран «оси», которая накануне вступления в войну Италии несла угрозы британскому господству на Ближнем Востоке. Подготавливала новостные сводки и переводила их на арабский, организовывала трансляции британских пропагандистских фильмов, общалась с местными жителями из всех социальных слоёв, внушая им уверенность в том, что не нужно сдаваться прежде времени, так как Великобритания обязательно выиграет войну. Во время сражения при Эль-Аламейне, Старк помогла основать «Братство свободы», антинацистскую демократическую организацию, спонсируемую Великобританией (количество членов движения в одном только Египте приближалось к 75 тысячам человек, но в 1952 году, незадолго до свержения монархии, оно было подавлено, а вскоре из британской орбиты влияния выпал и Ирак). В то время арабы нередко были настроены против британцев из-за политики по еврейской эмиграции и Палестине; в данном контексте деятельность Старк была встречена скепсисом со стороны британского верховного комиссара в Египте сэра Майлса Лэмпсона, отметившего, что распространение демократических идей может иметь неприятные последствия для интересов Великобритании. Во время пребывания Старк в Багдаде в мае 1941 года произошёл пронацистский переворот, в результате чего она на месяц оказалась в попавшем в осаду британском посольстве, открывшемся лишь после смены правительства (какой-то период она даже занимала должность временного атташе посольства). В 1943 году Старк посетила своего друга главнокомандующего и вице-короля Индии лорда Уэйвелла, который впоследствии признал значительный вклад «Братства» в борьбу с антисоюзническим саботажем в Египте.
Убедив своего начальника предоставить ей правительственную машину для возвращения в Багдад через Иран, Старк навлекла на себя гнев начальства, когда по прибытии в Тегеран продала автомобиль, выручив за него значительную сумму, что, возможно, положило конец её дипломатической карьере. Тем не менее британское правительство сочло результаты её деятельности довольно впечатляющими и в конце 1943 года отправило Старк в США с теперь уже новыми пропагандистскими задачами. Переплыв Атлантику на лайнере Aquitania, Старк с приступом аппендицита несколько дней пролежала в госпитале в Галифаксе (Новая Шотландия), и лишь только после этого совершила тур по Нью-Йорку, Вашингтону, Чикаго, Лос-Анджелесу, Сан-Франциско, Бостону. В Америке Старк занималась агитацией против антибританской сионистской пропаганды и защитой британской «белой книги» с еврейскими квотами, однако её деятельность оказалась фактически бесполезной в свете откровений, поступающих из Восточной Европы. Не считая себя антисионистом и не располагая всей полнотой информации о катастрофе европейского еврейства, она говорила, что эмиграция евреев должна прекратиться до достижения мира с арабами или направиться в Америку, где больше возможностей по сравнению с Палестиной. Некоторым американцам данные речи не понравились, и они жаловались на Старк в Конгресс как на «агента-провокатора». По итогам шести месяцев, проведённых в США, Старк сделала вывод о том, что американцы являются поверхностными материалистами, и кто уж «действительно симпатичные люди, с которыми я познакомилась в этой стране, так это евреи», которые, по её мнению, были единственными гражданами, действительно заинтересованными в тех идеях, которые они исповедуют. После окончания тура Старк уехала в Канаду, отметив с некоторой горечью, что предпочитает находиться там, где люди не всегда думают о прибыли.

### После войны
В 1945 году супруга лорда Уэйвелла попросила Старк заняться привлечением индийских женщин к работе на благо фронта. Откликнувшись на эту просьбу, Фрейя провела полгода в Индии, где её хорошо приняли. Несмотря на то, что в целом Старк сочла свою работу непродуктивной, она постаралась максимально использовать все возможности для изучения последнего форпоста Британской империи. В частности, она стала свидетелем встречи Мохандаса Ганди с Джавахарлалом Неру в Симле. Вернувшись в возрасте 55 лет известным общественным деятелем в послевоенную Италию, в течение шести месяцев работала в союзном военном правительстве и занималась восстановлением британско-итальянских отношений. В 1946 году она стала почётным гражданином Азоло, оказавшись вторым человеком в этом качестве после Антонио Кановы, получившего данное звание в далёком 1822 году. Во время пребывания в Италии Старк снова приступила к писательской деятельности. Размышления о военных годах, проведённых в Адене, Йемене, Аравии, Египте, Палестине, Сирии, Трансиордании и Ираке, нашли отражение в книге «Запад есть Восток» (1945), название которой отсылает к изречению Киплинга: «Запад есть Запад, Восток есть Восток. И вместе им не сойтись». В данной работе Старк отметила неизбежность сплочения европейского и восточного миров за счёт развития в последнем стремления к обновлению и модернизации — она полагала, что в будущем арабские народы объединятся с помощью материальной поддержки и содействия Великобритании, а также благодаря духовному единству ислама. Несколько лет спустя она заметила, что Британия потеряла Ближний Восток лишь по причине «отсутствия ясности и веры в наши собственные ценности».
В 1947 году Фрейя вышла замуж за Стюарта Пероуна, британского дипломата, с которым она познакомилась ещё в конце 1930-х годов. В годы войны Пероун был начальником Старк в Адене, а также занимался любительской археологией — именно он в 1941 году обнаружил затерянный город Азирис. О предложении вступить в брак Фрейя узнала из телеграммы, после чего 7 октября 1947 года они поженились в церкви Святой Маргариты в Вестминстере, и с тех пор Старк стала именоваться «миссис Пероун». Фрейя вышла замуж, не поверив предупреждениям друзей о том, что Стюарт является гомосексуалом. При словах о том, что Пероун предпочитает молодых людей в военной форме, она наивно спросила: «Как древние греки?», представив себе, вероятно, идеальный мир древней Греции с целомудренными скульптурами и симпосиями. Помимо этого, Пероун был младше Старк на 8 лет и, судя по всему, нуждался лишь в каком-то виде домашней прислуги. В таких условиях их брак превратился в своего рода марьяж блан, однако Фрейя отказывалась верить в гомосексуальную ориентацию Стюарта и не теряла надежды на брачную ночь. Смущённая отсутствием интимных отношений, Старк писала ему: «Я думаю, что ты оставил нечто, лежащее между нами, нерассказанным. Как бы то ни было, это не заставит меня думать меньше про тебя или меньше заботиться о тебе». Почувствовав необходимость заняться этой деликатной проблемой, Пероун написал ей ответное письмо, в котором описал сложившуюся ситуацию с использованием эвфемизмов на примере обеда с друзьями:

Все, я думаю, [были] «странные», это слово кажется гораздо более благозвучным для описания гомосексуальности. И всё же их беседа была живой, полной идей и содержательной. […] Трудно сказать, что такое «нормальный» — мой друг, советник госпиталя Св. Георгия, всегда отказывается использовать это слово, потому что среди мужчин и женщин мы имеем широкий и разнообразный диапазон от ультра-самцов до ультра-самок при естественном большинстве людей, находящихся посередине этих степеней. […] Что же касается меня, то себя я вижу в средней группе. Я обладаю обычными мужскими способностями. Мне нравятся мужские виды спорта, некоторые из них, и я люблю находиться в компании женщин. На самом деле мне трудно жить без них. В то же время меня иногда физически привлекают представители моего собственного пола — в целом. По какой-то даже приятной причине — носители униформы.
Оригинальный текст (англ.)Everyone [was] I think, „queer“, which is the argot for homosexuality, and so much more euphonious. And yet their talk was alive, full of ideas and content. […] It is difficult to say what „normal“ is — my friend a counselor of St. Georges Hospital always refuses to use the word and in both men and women, you have a wide and graded range from ultra-male to ultra-female with naturally mostly people in the middle ranges. […] Now for myself, I put myself in the middle group. I have ordinary male abilities. I like male sports some of them, and I love the company of women. In fact, I find it hard to exist without it. At the same time, I am occasionally physically attracted by members of my own sex—generalIy. For some even pleasurable reason — by wearers of uniform.

Тем не менее, Фрейя сопровождала своего супруга в места его служебных назначений: сначала в Вест-Индию — на Барбадос, а затем в Ливию. Брак Пероуна и Старк не сложился, у них не было детей, а в 1952 году пара рассталась, однако развода не последовало. Пероун скончался в 1989 году.
Несмотря на неудачи в личной жизни и отрыв от Ближнего Востока, в период между 1950 и 1953 годами Старк смогла опубликовать три тома автобиографии, затем, в 1961 году, и четвёртый. В данных работах, написанных большей частью в Ливии, она чередовала письма из прошлого с современными впечатлениями, прибегая к своего рода рефлексии. В тот период она также регулярно писала статьи, в частности, о жизни на Барбадосе, истории и культуре Гваделупы, корриде в Мехико.
29 декабря 1949 года Старк была возведена в звание сестры-офицера ордена Святого Иоанна Иерусалимского. В 1951 году стала лауреатом мемориальной медали Перси Сайкса от Королевского общества по азиатским делам, а в 1952 году получила почётную степень доктора права университета Глазго. 1 июня 1953 года она была возведена в звание командора ордена Британской империи «по случаю коронации королевы» как «писатель и путешественник».

### Азия

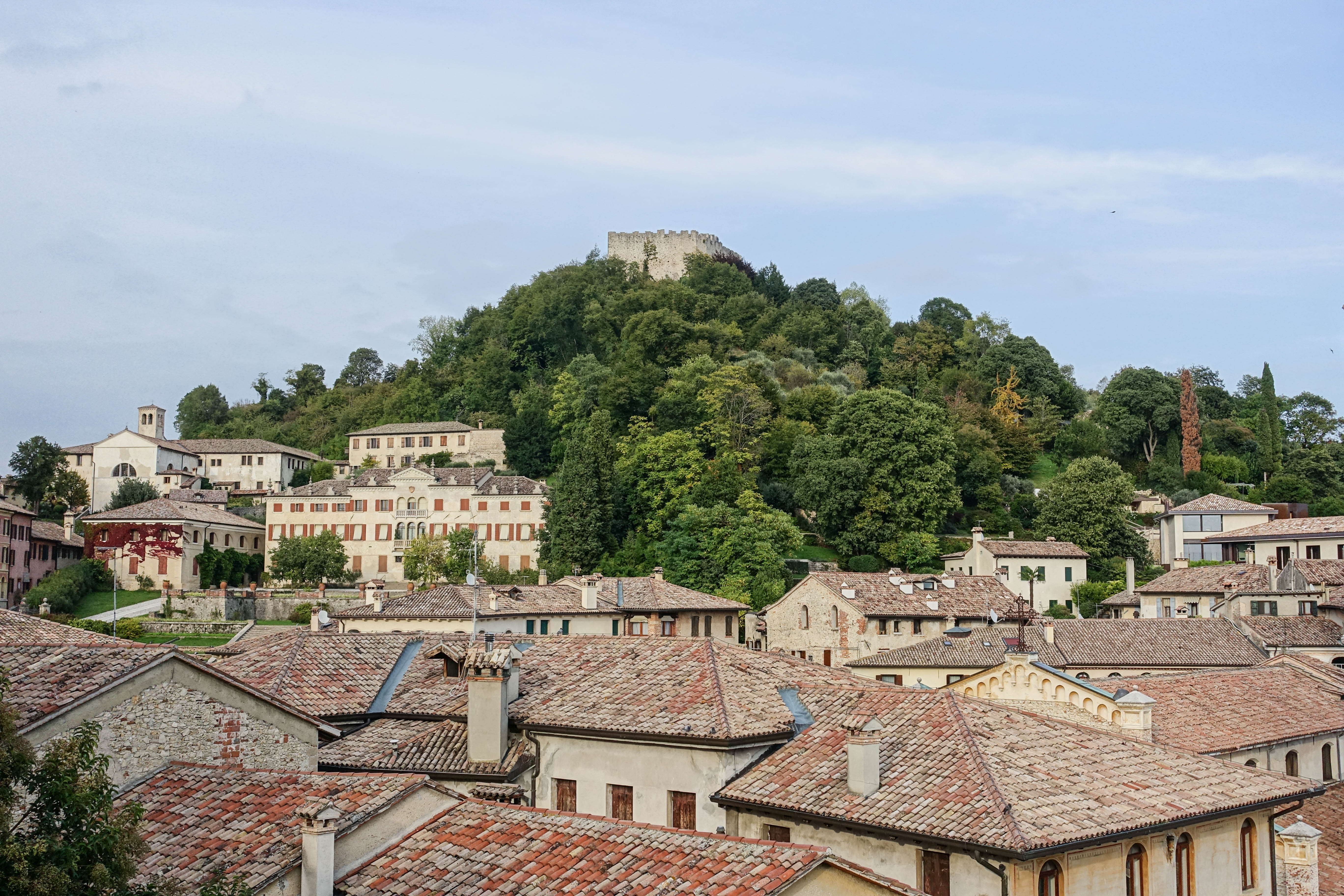
Вид на город Азоло

После многочисленных путешествий Старк обрела свой дом в Италии: она поселилась в гористом местечке Азоло, у подножия Доломитовых Альп, где унаследовала виллу: её владельцем был давний друг семьи — фотограф и художник Герберт Хаммертон Янг (1854—1941). Итальянский дом Старк, отличавшийся по-арабски роскошными интерьерами и английским садом в виде газонов, стал местом встреч арабистов, путешественников, учёных, дипломатов. Сама она часто странствовала по Доломитам, где ночевала в хижинах и ходила по перевалам. Бежав от неудавшегося брака на побережье Турции, в 1950-х годах Старк обнаружила у себя новое увлечение — интерес к Малой Азии. Весной 1952 года она отправилась в Измир, где прошла по местам, описанным ещё Геродотом — в Ионию, вверх по Меандру. Старк совершила прогулку из Измирского залива вдоль юго-западного побережья Малой Азии с генеральным консулом в Измире Дэвидом Бальфуром на его моторно-парусной лодке Elfin. Изучив турецкий язык, Старк предприняла целый ряд сложных путешествий, иной раз проделанных на лошади, в дальние уголки Анатолии. Заинтересовавшись увиденным в Турции, она потратила много времени на практическое изучение языка на Кипре, а затем прошла по пути Александра Великого, зафиксированному Аррианом, побывав в том числе в Ксанфе и Сагалассосе. Результатом турецких странствий стали несколько книг, посвященных изучению классического наследия в Западной Азии: «Иония. Путешествие» (1954), «Ликийский берег» (1956), «Путь Александра» (1958), «Верхом по Тигру» (1959); а в 1961 году Старк выпустила четвёртый том автобиографии. В предисловии к книге «Эхо странствий: Избранное из Фрейи Старк» (1964), собрании главных работ Старк, писатель Лоренс Даррелл охарактеризовал её как «поэта путешествий» и «одну из самых замечательных женщин нашего времени», отметив: «Великий путешественник — это своего рода дитя самоанализа — покрывая поверхность Земли, она продвигалась и внутрь себя». Этот комментарий, как отмечали критики, является наиболее точной характеристикой жизни и творчества Старк.
В 1966 году Фрейя написала работу «Рим на Евфрате», в котором как историк-любитель выступила с рассказом о деятельности римлян в районе одной из границ их империи, проходившей по Евфрату, в течение восьмисот лет — от 200 г. до н. э. и до эпохи Юстиниана. Также выпустила сборник уже публиковавшихся очерков «Арка Зодиака» (1968), эксклюзивную в 500 экземпляров журнал-книгу с фотографиями «Пространство, время и движение в пейзаже» (1969), афганский путевой очерк «Минарет Джама» (1970), турецкие зарисовки «Турция: Наброски по турецкой истории» и «Ворота и караваны: Портрет Турции» (1971), сборник эссе «На пике Дарьен» (1976). В 1971 году она занялась разбором своих писем, издав в период 1974—1982 годов целых восемь томов, а в 1988 году — один том избранного.
В 1970 году Старк получила почётную степень доктора литературы от Даремского университета. 1 января 1972 года была возведена в звание дамы-командора ордена Британской империи как «писатель и путешественник». В 1976 году избрана почётным членом Альпийского клуба, объединившегося незадолго до этого с Женским Альпийским клубом. 6 февраля 1981 года возведена в звание сестры-командора ордена Святого Иоанна Иерусалимского. В том же году стала первой женщиной—гостем «Литературного общества». В 1983 году получила премию Маццотти за книги о путешествиях в Персию. В 1984 году ей были вручены символические ключи от города Азоло.

### Последние годы, смерть, похороны

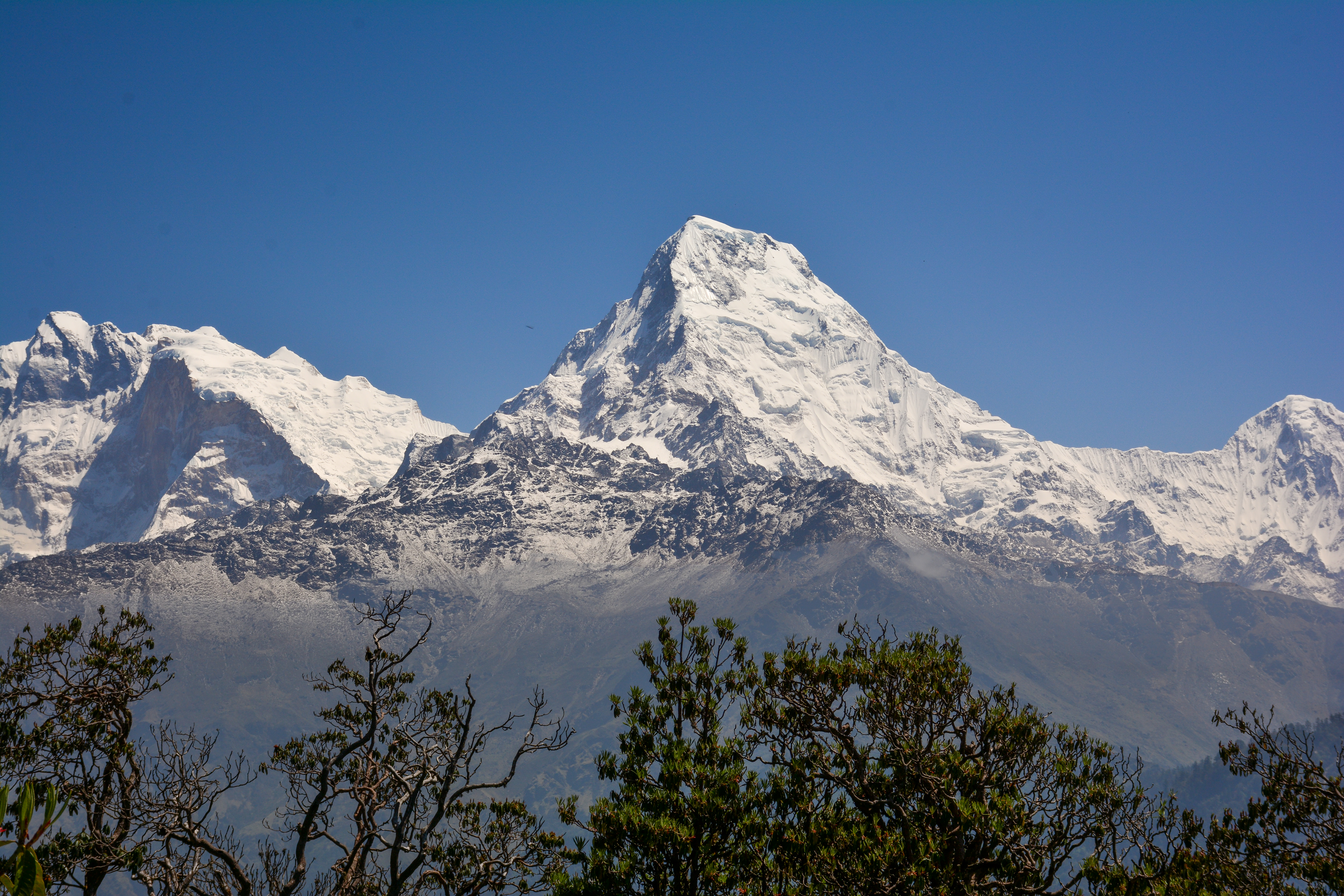
Вид на Аннапурну, Гималаи

В возрасте 70-ти и даже 80-ти лет Старк вела активный образ жизни — совершила сплав по Евфрату на плоту, пересекла Афганистан на джипе, проехала на лошади по непальским Гималаям. Она писала, что взошла на Джамский минарет; была искренне рада тому, что увидела гималайскую Аннапурну; также побывала на Памире. В последнее десятилетие жизни Старк её страсть к путешествиям ослабила лишь старческая немощь и потеря памяти. Отвечая на вопрос, чего ей стало не хватать, Старк говорила: «Я скучаю по альпинизму и ходьбе. Я сожалею, что в какой-то мере оказалась привязанной к этим несчастным асфальтированным дорогам. Вся моя цель в жизни заключалась в том, чтобы убежать от машины». У Старк не было детей, но тем не менее благодаря друзьям в разных странах у неё было множество крестников, в числе которых был и Майлз Ратвен, ставший её биографом. Её мать и отец давным-давно скончались. Фрейя пережила не только свою сестру, умершую в молодости, но также и её дочь Костанцу ди Роашо Бойдо, скончавшуюся в 1981 году. Таким образом, свою долгую старость она провела в одиночестве. Когда её спрашивали о будущем, Старк отвечала: «Конечно, мой врач сделает всё возможное, чтобы меня не стало, но я не думаю, что нужно бояться смерти. […] Я отношусь к этому как к пробному шару, или к первой встрече со сварой гончих, беспокоясь о том, правильно ли всё получится, или выйдет робко и неопытно — как все волнения юности». В свой 100-летний юбилей она получила поздравительные письма от королевы Елизаветы II и королевы-матери (посещавшей её в 1983 году на вилле в Азоло).
Фрейя Мэйделин Старк скончалась от старости 9 мая 1993 года в своём доме в итальянском Азоло, спустя четыре месяца после своего столетия. На поминальную службу, прошедшую в лондонской церкви Святого Иакова на Пикадилли, её память пришли почтить герцог и герцогиня, одна графиня, три виконта, три дочери индийских наместников, а также бесчисленное число лордов, дам и рыцарей-командоров Британской империи. Старк была похоронена на городском кладбище Азоло. Она покоится в одной могиле вместе с Гербертом Хаммертоном Янгом, всего в нескольких шагах от места погребения Элеоноры Дузе. На надгробии Старк выбито лишь — «Писатель и путешественник». Дом Старк в Азоло, известный просто как «Вилла Фрейя», ныне превращён в музей, в городе часто проводятся посвящённые ей выставки и различные образовательные мероприятия.

## Наследие
Литературный архив хранится в Центре Гарри Рэнсома при Техасском университете в Остине, некоторые письма — в библиотеке академии сил обороны Австралии и университета Нового Южного Уэльса в Канберре, а фотоколлекция — в Ближневосточном центре колледжа Святого Антония в Оксфорде.

## В искусстве

Почтовая марка с Фрейей Старк

В 1923 году художник Герберт Оливье написал портрет одетой в достаточно скромное платье Фрейи Старк (61,9 × 55,5 см; холст, масло), хранящийся ныне в Национальной портретной галерее в Лондоне.
В 1934 году художник Пол Метьюэн написал портрет сидящей в кресле Старк (102 × 85 см; холст, масло), который находится в коллекции Королевского азиатского общества Великобритании и Ирландии.
В 2003 году британская почтовая служба «Royal Mail» выпустила шесть коммеморативных марок в серии «Великие стремления» с портретами Эми Джонсон, участников экспедиции на Эверест, Эрнеста Шеклтона, Фрэнсиса Чичестера, Роберта Скотта, а также самой Фрейи Старк, которой в числе остальных были посвящены несколько специальных конвертов с штемпелями первого дня.